# 張右雨
張右雨（Gloria Cheung，1995年10月31日—），香港女藝人，2018年亞洲小姐競選香港區亞軍，2020年憑住參與ViuTV選秀《全民造星III》而為人認識。

## 簡歷
本身為一名舞蹈員，2018年參選亞洲電視數碼媒體之亞洲小姐競選獲香港區亞軍。2020年參加ViuTV之《全民造星III》打入廿強。

## 演出

### 電視節目（ViuTV）
- 2020年：《全民造星III》參賽者
- 2020年：《轉機 ON AIR》第4集嘉賓
- 2021年：《囝囝女女730》造星囝女（第59集之前）、主持（第61集之後）
- 2021年：《ViuTV 5周年：繼續向前》演出
- 2021年：《海陸勁技場》演出
- 2021年：《ViuTV 2022》演出
- 2021年：《蟲前有10個女仔》主持
- 2022年：《地獄廚神是我媽》主持
- 2022年：《傑出年代》主持
- 2022年：《Dr.Any毛》演出
- 2022年：《呢期中D乜》主持
- 2023年：《今餐有料到》第415集嘉賓
- 2023年：《馬泰有FOOD了》主持
- 2023年：《MM730－粉絲福利署》第44、45集代班主持
- 2023年：《廚神奶奶是你媽》主持
- 2023年：《One Day 約會實況》第9集嘉賓
- 2023年：《全民運動日誌》主持
- 2023年：《跳跳跳台灣旅行團》主持
- 2023年：《MM730－突然探班》主持
- 2023年：《我想身體健康》第14集嘉賓
- 2023年：《正一廣東話》第6集嘉賓

### 電視劇（ViuTV）
- 2022年：《940920》飾 魚蛋女友

## 網頁
- 張右雨的Instagram帳戶